# Campsosternus eschscholtzi
Campsosternus eschscholtzi is een keversoort uit de familie kniptorren (Elateridae). De wetenschappelijke naam van de soort is voor het eerst geldig gepubliceerd in 1943 door Hope.